# 도요하마정 (가가와현)
도요하마정(일본어: 豊浜町)은 일본 가가와현에 있던 정이며, 미토요군에 속했다. 2005년 4월 1일에 구 간온지시, 오노하라정과 대등합병해 간온지시가 되어 소멸하였다.

## 지리
에히메현과 접하고 있다. 다카마쓰시에서는 약 55km 거리이다.
동남쪽은 나카야마 간지를 이루며 북서쪽으로 평지가 트이고 서쪽은 8.6㎞에 이르는 백사 해안선이라는 지형이며, 총 면적의 약 41%가 산림, 약 33%가 농지이다.

## 역사
- 1889년 12월 8일 - 도요타군 히메노에촌이 탄생하였다.
- 1890년 2월 15일 - 도요타군 와다촌, 미노우라촌이 합병해 와다촌이 탄생하였다.
- 1899년 2월 11일 - 히메노에촌이 정으로 승격해 도요하마정이 탄생하였다.
- 1899년 3월 16일 - 도요하마정 관할권이 미토요군으로 변경되었다.
- 1955년 4월 1일 - 정촌합병촉진법에 의해 도요하마정과 와다촌이 합병해 도요하마정이 되었다.
- 2005년 10월 11일 - 구 간온지시, 오노하라정과 대등합병해 간온지시가 되어 소멸하였다.

## 교통

### 철도
- 시코쿠 여객철도 요산선

### 도로
- 국도 제11호선
- 국도 제377호선 (일본)(일본어판)

## 참고 문헌
- 角川日本地名大辞典編纂委員会, 『角川日本地名大辞典 43 香川県』, 1985, 角川書店